# Masquerade
Masquerade är Wyclef Jeans tredje studioalbum, utgivet den 18 juli 2002.

## Låtförteckning
1. "Message To The Streets"
2. "Peace God"
3. "PJ's"
4. "80 Bars"
5. "Masquerade" (med Bumpy Knuckles och M.O.P.)
6. "1-800-Henchman (Spoken Word)"
7. "You Say Keep It Gangsta" (med Butch Cassidy)
8. "Party Like I Party"
9. "Oh What a Night"
10. "Hot 93.1 (Spoken Word)"
11. "Pussycat" (med Tom Jones)
12. "Midnight Lovers (Skit)"
13. "Two Wrongs" (med Claudette Ortiz)
14. "Instant Request (Skit)"
15. "Thug Like Me"
16. "Daddy"
17. "Knockin' On Heaven's Door"
18. "The Eulogy (Skit)"
19. "War No More"
20. "The Mix Show"
21. "MVP Kompa" (med Melky)
22. "Ghetto Racine"